# Otto Hölder

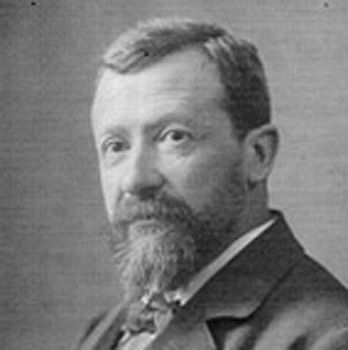
Otto Hölder

Otto Ludwig Hölder (* 22. Dezember 1859 in Stuttgart; † 29. August 1937 in Leipzig) war ein deutscher Mathematiker.

## Leben

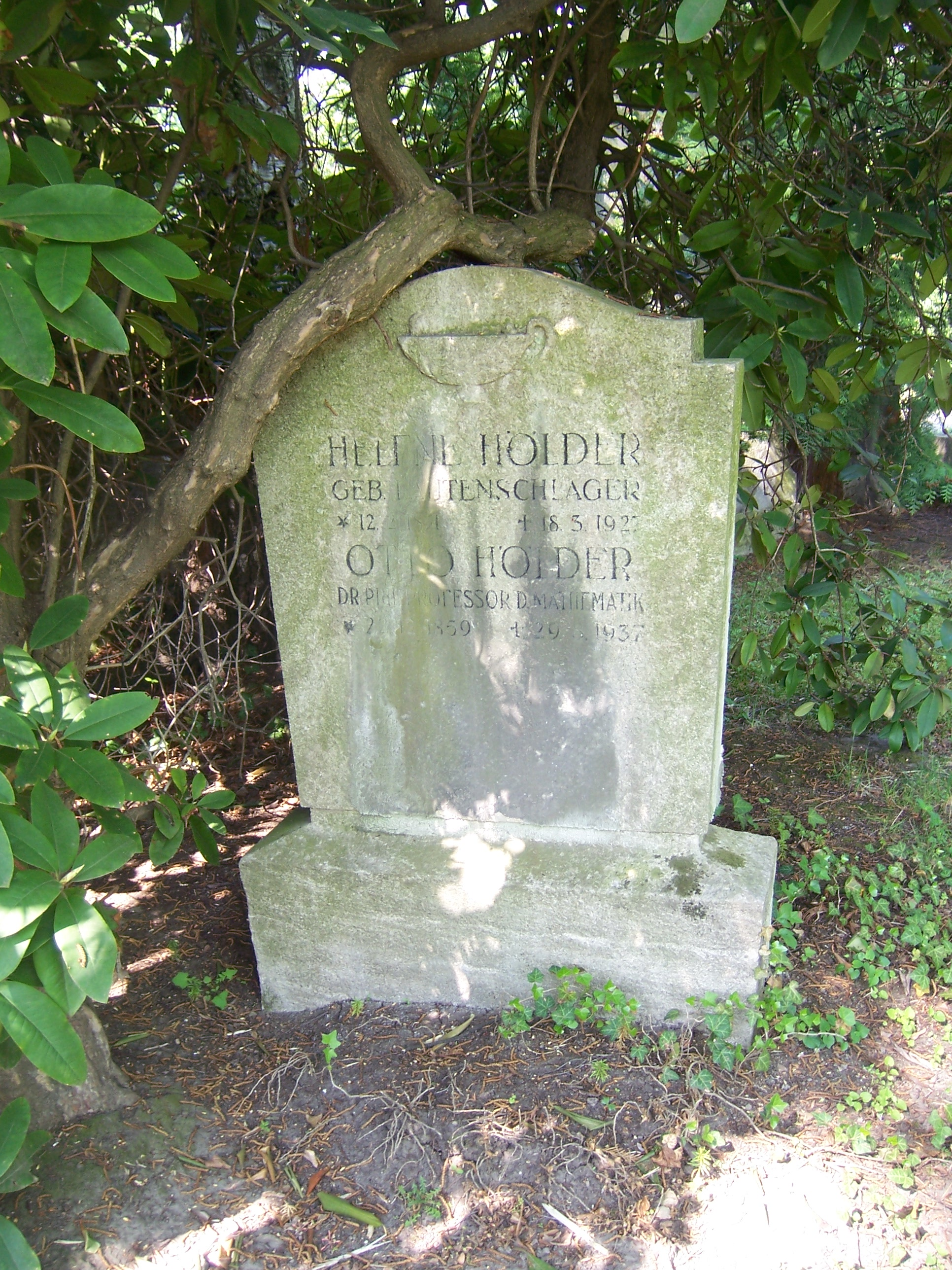
Grabstätte Otto Hölder auf dem Südfriedhof in Leipzig

Hölder studierte zunächst Ingenieurwesen am Polytechnikum Stuttgart und ab 1877 an der Universität zu Berlin, wo er zur Mathematik wechselte und bei Leopold Kronecker, Karl Weierstraß, Ernst Eduard Kummer studierte. 1882 wurde er an der Universität Tübingen, wo er Mitglied der Verbindung Normannia (seit 1934 Burschenschaft Normannia Tübingen) wurde, und wurde bei Paul Du Bois-Reymond promoviert. Danach ging er an die Universität Leipzig und wurde dann 1884 Privatdozent in Göttingen. Nach einem  Nervenzusammenbruch 1889 erholte er sich und konnte einem Ruf nach Tübingen folgen, wo er auch 1890 eine Professur erhielt. Es folgten Rufe 1896–1899 an die Universität Königsberg und 1899–1927 an die Universität Leipzig. 1918 war er dort Rektor der Universität. Seit 1899 war er ordentliches Mitglied der Sächsischen Akademie der Wissenschaften.
1918 war er Präsident der Deutschen Mathematiker-Vereinigung. Im November 1933 unterzeichnete er das Bekenntnis der Professoren an den deutschen Universitäten und Hochschulen zu Adolf Hitler.
Er ist der Vater des Mathematikers Ernst Hölder.

## Forschung
Hölder ist Entdecker und Namensgeber der Hölder-Ungleichung (1884), der Hölder-Stetigkeit (einer Verallgemeinerung der Lipschitz-Stetigkeit), die in der Theorie der partiellen Differentialgleichungen bedeutsam ist, sowie des Hölder-Raumes. Hölder leistete auch fundamentale Beiträge zur Gruppentheorie, insbesondere mit seiner Kompositionsreihe einer Gruppe (eine Folge von Faktorgruppen, die jeweils einfache Gruppen sind), die aus seinem Studium der Galoistheorie von Gleichungen entstand. Er bewies die Eindeutigkeit der Faktorgruppen in der Kompositionsreihe (Jordan-Hölder-Theorem). Auch das Konzept der Faktorgruppe selbst wurde von Hölder als einem der ersten klar 1889 formuliert. Er steht auch am Anfang des Klassifikationsprogramms der endlichen einfachen Gruppen, die er in einer Arbeit von 1892 bis zur Ordnung 200 bestimmte (unter Verwendung der Sylow-Sätze). Er untersuchte weitere spezielle Klassen endlicher Gruppen und Automorphismen und Erweiterungen von Gruppen.

## Schriften
- Anschauung und Denken in der Geometrie. Leipzig: Druck und Verlag von B. G. Teubner, 1900.
- Die mathematische Methode. Logisch erkenntnistheoretische Untersuchungen im Gebiete der Mathematik, Mechanik und Physik. Berlin: Springer, 1924.
- „Die einfachen Gruppen im ersten und zweiten Hundert der Ordnungszahlen“, Mathematische Annalen Band 40, 1892
- „Zurückführung einer beliebigen algebraischen Gleichung auf eine Kette von Gleichungen“, Mathematische Annalen Band 34, 1889, S. 29, Satz von Jordan-Hölder
- Galoissche Theorie mit Anwendungen, Enzyklopädie der Mathematischen Wissenschaften, Band 1, 1899
- Otto Hölder, Briefe an die Eltern 1878 bis 1887. Berlin – Greifswald – Tübingen – Stuttgart – Leipzig – Göttingen. Hrsg.: Stefan Hildebrandt / Birgit Staude-Hölder. Edition am Gutenbergplatz, Leipzig 2014, ISBN 978-3-937219-76-9 (= EAGLE, Band 076)